# 藤沢市立石川小学校
藤沢市立石川小学校（ふじさわしりつ いしかわしょうがっこう）は、神奈川県藤沢市石川にある公立小学校。

## 概要
藤沢市のほぼ中央やや北よりにある石川地域に位置する。遠藤地域にも近い。オープンスクールを採用している。
藤沢市で35番目の小学校として開校し、市内の小学校では最も新しい。

## 沿革

### 経緯
開校までこの地域（石川・遠藤）の児童は各近隣の各小学校へ通っていたが、周辺の区画整理事業が一段落した事で住宅地化が進むことが予想された。
特に現在の石川小学校と学区隣接する藤沢市立秋葉台小学校の児童数増加のため分離という形で開校した。
当初は3階建て校舎で検討されていたが、「低住環境や農地法との関係で今後の児童数増加は見込まれない」との市側の意向で2階建て校舎で建設される。藤沢市としては初めてのオープンスクール型校舎が採用された。
市側の児童数の見込みは外れ、実際には開校初年度から特別教室の普通教室への転用が始まり、増築新校舎の設計が始まる事態となった。児童数は最大の時期には720名を超える事もあったが、2013年現在は落ち着いている。
オープンスクール型校舎ということで設計されたが、現在は間仕切りが設置されている。

### 年表
- 1994年（平成6年） - 開校。
- 1996年（平成8年） - 校歌制定（作詞：谷川俊太郎、作曲：谷川賢作）[1]
- 1999年（平成11年） - 児童数増大のため、校舎増築。
- 2007年（平成19年） - 外周にフェンスを設置[1]。それまではオープンスクール型ということで外周フェンスは存在しなかった[3]。

## 通学区域
出典
- 藤沢市
  - 石川1丁目（1番地～23番地、29番地、30番地(一部)）
  - 石川3丁目（全域）
  - 石川4丁目（1番地～37番地、38番地(一部)の、39番地～40番地，677番地1号、734番地）
  - 石川5丁目（10番地～35番地）
  - 遠藤（2003番地～2023番地）

## 進学先中学校
出典
- 藤沢市立秋葉台中学校（石川5丁目と遠藤から通う児童の主な進学先）
- 藤沢市立滝の沢中学校（秋葉台中学校の通学区域を除く地域から通う児童の主な進学先）

## 交通
- 小田急・相鉄・横浜市営地下鉄「湘南台駅」（西口）から、「湘17」文教大学行・「湘21」湘南ライフタウン行・「湘26」辻堂駅北口行のバスに乗車し、「寿照寺前」停留所下車後、徒歩5分[6]。
- JR「辻堂駅」（北口）から、「湘26」湘南台駅西口行に乗車し、「寿照寺前」停留所下車後、徒歩5分[6]。

## 生徒数
2023年4月18日現在、631名20学級である。湘南ライフタウンの拡大に伴い、児童数は開校当初から激増しており、多目的室等を教室に転用している状態であるため、対策が急がれている。